# Západočeský krajský přebor 1968/1969
V soubojích Západočeského krajského přeboru 1968/1969 (jedna ze skupin 4. nejvyšší fotbalové soutěže) se utkalo 14 týmů dvoukolovým systémem podzim – jaro. Tento ročník skončil v červnu 1969. 

## Výsledná tabulka
Zdroj: 
| Poř. | Tým                        | Z  | V  | R | P  | VG | OG | B  |
| ---- | -------------------------- | -- | -- | - | -- | -- | -- | -- |
| 1.   | Dukla Domažlice            | 26 | 16 | 5 | 5  | 52 | 35 | 37 |
| 2.   | TJ Jiskra Domažlice        | 26 | 16 | 4 | 6  | 51 | 27 | 36 |
| 3.   | TJ Dynamo ZČE Plzeň        | 26 | 12 | 8 | 6  | 55 | 28 | 32 |
| 4.   | TJ ČSAD Plzeň (S)          | 26 | 13 | 6 | 7  | 51 | 29 | 32 |
| 5.   | Hraničář Cheb „B“ (N)      | 26 | 11 | 9 | 6  | 45 | 29 | 31 |
| 6.   | Dukla Karlovy Vary         | 26 | 9  | 9 | 8  | 30 | 30 | 27 |
| 7.   | TJ Lokomotiva Cheb         | 26 | 9  | 8 | 9  | 33 | 33 | 26 |
| 8.   | TJ Slovan Karlov (N)       | 26 | 10 | 5 | 11 | 42 | 47 | 25 |
| 9.   | TJ Slavia Karlovy Vary „B“ | 26 | 9  | 5 | 12 | 48 | 48 | 23 |
| 10.  | TJ Tatran Sušice           | 26 | 8  | 6 | 12 | 37 | 46 | 22 |
| 11.  | TJ Baník Sulkov            | 26 | 8  | 5 | 13 | 37 | 58 | 21 |
| 12.  | Dukla Planá                | 26 | 7  | 5 | 14 | 37 | 49 | 21 |
| 13.  | TJ Slovan Blatnice (N)     | 26 | 7  | 4 | 15 | 44 | 74 | 18 |
| 14.  | TJ Slavoj Přeštice         | 26 | 5  | 5 | 16 | 34 | 64 | 15 |

Poznámky:
- Z = Odehrané zápasy; V = Vítězství; R = Remízy; P = Prohry; VG = Vstřelené góly; OG = Obdržené góly; B = Body; (S) = Mužstvo sestoupivší z vyšší soutěže; (N) = Mužstvo postoupivší z nižší soutěže (nováček)

|  | Postup do Divize A 1969/70             |
|  | Sestup do příslušné I. A třídy 1969/70 |